# Richard Blanco

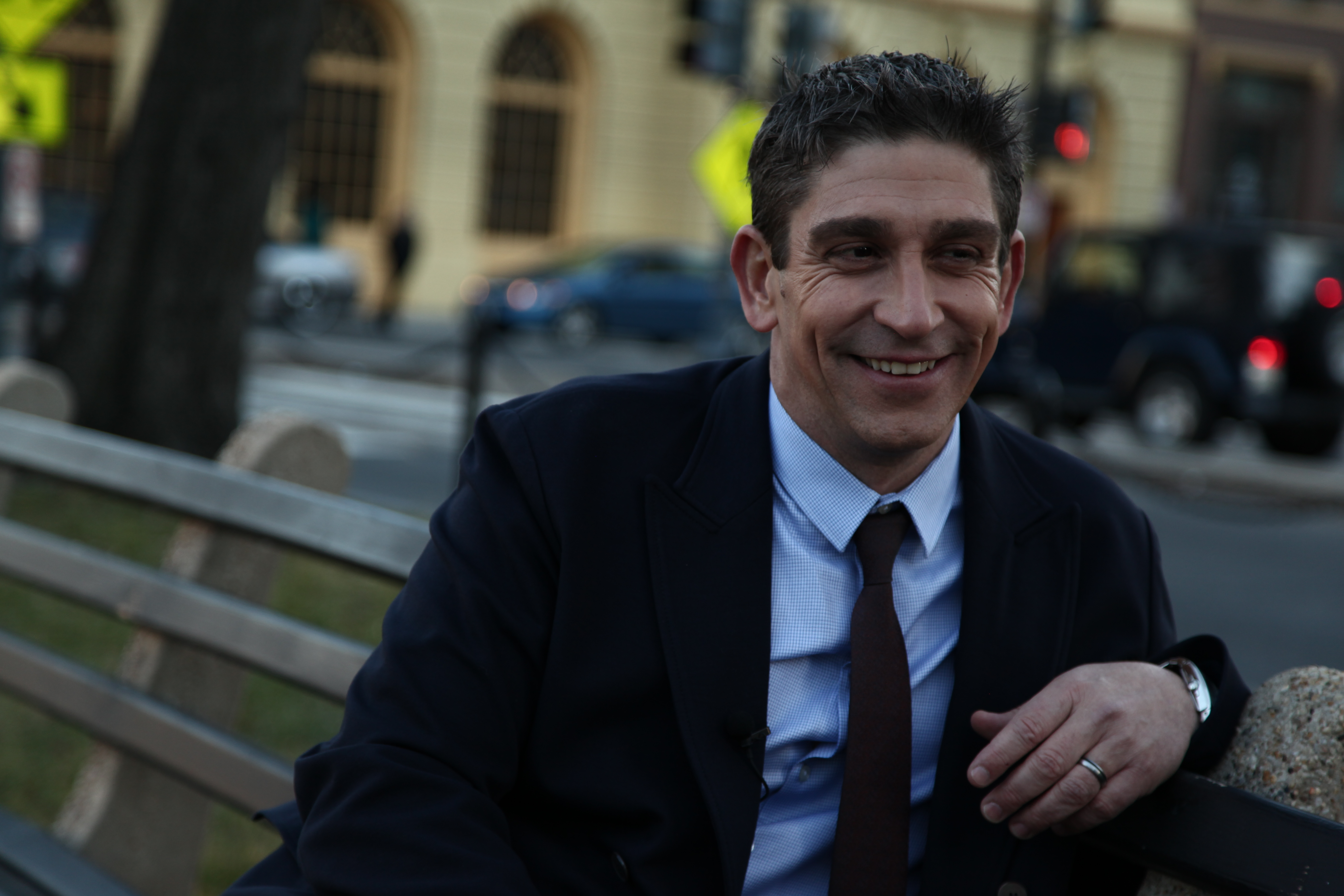
Der Dichter Richard Blanco auf einer Parkbank sitzend.

Richard Blanco (* 15. Februar 1968 in Madrid, Spanien) ist ein US-amerikanischer Lyriker kubanischer Abstammung. 2013 war er während der Amtseinführung von US-Präsident Barack Obama der fünfte Inaugural Poet.

## Leben und Wirken
Blanco wurde als Sohn kubanischer Einwanderer in Madrid geboren. Als er ein Kleinkind war, zogen die Eltern in die USA, wo er zunächst kurz in New York lebte, bevor er den Rest der Kindheit und Jugend in Miami zubrachte. Er galt als mathematisch begabt und entschied sich daher für ein Studium der Ingenieurwissenschaften in Miami. Nach Beendigung seines Studiums war er für einige Zeit als Ingenieur tätig, bis er 1991 im Zuge einer Sinnsuche mit dem Verfassen von Lyrik begann. Sein erstes Buch erschien 1999. Er entschloss sich zu einem weiteren Studium, das er in Kunstwissenschaften und Kreativen Schreiben mit einem Master abschloss. Seither war er als Dozent für Kreatives Schreiben an diversen Universitäten, z. B. an der Georgetown University, tätig.
Blanco ist ein vielfach ausgezeichneter Autor. 2015 erhielt er für The Prince of los Cocuyos den Lambda Literary Award in der Kategorie Gay Memoir. 2021 erhielt Blanco die National Humanities Medal.
In seiner Lyrik beschäftigt er sich hauptsächlich mit Fragen wie der Suche nach der individuellen Identität oder der ethnischen Herkunft.
Er lebt heute in Bethel, US-Bundesstaat Maine.

## Inaugural Poet
Während der Amtseinführung für die zweite Amtszeit von US-Präsident Barack Obama  wurde Blanco zum offiziellen Inaugural Poet, der fünfte erst in der Geschichte der USA. Am 21. Januar 2013 trug er das Gedicht "One Day" vor, das eigens für das Ereignis verfasst wurde. Blanco war der erste Latino bzw. Hispano, der erste Einwanderer, der erste US-Amerikaner kubanischer Abstammung, der jüngste Poet und der erste offen homosexuelle Inaugural Poet in der Geschichte dieser Tradition.

## Werke (Auswahl)
- City of a Hundred Fires (1998)
- Nowhere But Here (2004)
- Directions to the Beach of the Dead (2005)
- Looking for the Gulf Motel (2012)
- One Today (2013)
- Boston Strong (2013)
- For All of Us, One Today (2013)
- The Prince of Los Cocuyos: A Miami Childhood (2014)